# Герберт III де Вермандуа
Герберт III (фр. Herbert III de Vermandois; около 954 — между 993 и 1002) — граф Вермандуа (с 987 года) из династии Гербертинов. Сын Альбера I де Вермандуа и Герберги Лотарингской.

## Исторические сведения
В хартиях аббатства Монтьеранде за 968 и 980 годы Герберт III, в то время граф Шато-Тьерри и Витри, светский аббат монастыря Святого Медарда в Суассоне, титулуется «графом франков». Это указывает на его высокое положение в государстве.
Хартия короля Лотаря называет Герберта III «дворцовым графом» («comte du palais»). Это напоминает титул «comte palatin», который позже носили графы Блуа и Шампани.

## Жена и дети
Не позднее 987 года Герберт III женился на Эрменгарде, которая считается дочерью графа Ренара де Бар-сюр-Сен (потом она вторично вышла замуж за Миля IV, графа де Тонер). Если это так, поскольку Миль в последний раз упоминается в 998 году, то Герберт умер гораздо раньше этого срока.
Дети Германа и Эрменгарды:
- Альбер II (ум. ок. 1016), граф Вермандуа
- Эд (ок.1000 — ок.1045), граф Вермандуа